# قوت القلوب (ممثلة لبنانية)
قوت القلوب (16 فبراير 1934 -)(أسمها عند الولادة مادلين مقصوديان)، هي مغنية وممثلة لبنانية.

## حياتها
من مواليد 16 فبراير 1934. بدأت حياتها الفنية مطربة في ملهى ليلي  ليشاهدها المخرج «زهير بكير» ويحتكر جهودها الفنية لمدة خمس سنوات، ثم تعاقدت مع المنتج، المخرج «إبراهيم والي»، ولم تعمل كثيراً بعدها فعادت إلى لبنان لتواصل مشوارها هناك كمطربة.

## قائمة أعمالها في السينما
- فيلم عراقي لبناني مشترك «ياليل» للمخرج كاري كربيتيان[7]، قصة وسيناريو وحوار محمد السباع.[8][9]
- فيلم «بين قلبين» للمخرج محمد عبد الجواد عام 1953، قامت بدور «جيهان».[10]
- فيلم «أبو الدهب» للمخرج حلمي رفلة عام 1954، قامت بدور «أمينة».[11]
- فيلم «ضحكات القدر» للمخرج إلهامي حسن [12] عام 1955[13]
- فيلم لبناني «يا سلام عالحب» للمخرج محمد سلمان عام 1963[14]
- فيلم «غريبة على الشاطئ» للمخرج كاري كربيتيان عام 1965[15]

## وصلات خارجية
- قوت القلوب على موقع IMDb (الإنجليزية)
- قوت القلوب على موقع الدهليز
- قوت القلوب على موقع قاعدة بيانات الأفلام العربية